# Bernhard Maier (Religionswissenschaftler)
Bernhard Maier (* 10. Februar 1963 in Oberkirch (Baden)) ist ein deutscher Religionswissenschaftler, der insbesondere zur Kultur, Religion und Sprache der Kelten forscht und publiziert.

## Leben
Bernhard Maier studierte Vergleichende Religionswissenschaft, Vergleichende Sprachwissenschaft, Keltische Philologie und Semitistik an der Albert-Ludwigs-Universität Freiburg, der Aberystwyth University, der Rheinischen Friedrich-Wilhelms-Universität Bonn und der University of London, woraufhin er 1989 mit König und Göttin. Die keltische Auffassung des Königtums und ihre orientalischen Parallelen zum Dr. phil. promoviert wurde. 1998 habilitierte er sich an der Rheinischen Friedrich-Wilhelms-Universität Bonn zum Thema Die Religion der Kelten: Götter, Mythen, Weltbild. Von 1999 bis 2004 war er Heisenberg-Stipendiat der Deutschen Forschungsgemeinschaft.
Von 2004 bis 2006 war Maier Reader und Professor für Keltisch an der University of Aberdeen, seit 2006 hat er eine Professur für Allgemeine Religionswissenschaft und Europäische Religionsgeschichte an der Eberhard Karls Universität Tübingen inne. Bernhard Maier ist verheiratet und hat vier Kinder.

## Schriften (Auswahl)
- König und Göttin. Die keltische Auffassung des Königtums und ihre orientalischen Parallelen. Dissertation. Universität Bonn, 1989.
- Lexikon der keltischen Religion und Kultur (= Kröners Taschenausgabe. Band 466). Kröner, Stuttgart 1994, ISBN 3-520-46601-5.
- Das Sagenbuch der walisischen Kelten. Die vier Zweige des Mabinogi. Deutscher Taschenbuchverlag, München 1999, ISBN 3-423-12628-0.
- Die Kelten. Ihre Geschichte von den Anfängen bis zur Gegenwart. Beck, München 2000, ISBN 3-406-46094-1.
- Die Religion der Kelten. Götter – Mythen – Weltbild. Beck, München 2001, ISBN 3-406-48234-1.
- Koran-Lexikon (= Kröners Taschenausgabe. Band 348). Kröner, Stuttgart 2001, ISBN 3-520-34801-2.
- Die Religion der Germanen. Götter – Mythen – Weltbild. Beck, München 2003, ISBN 3-406-50280-6.
- Kleines Lexikon der Namen und Wörter keltischen Ursprungs. Beck, München 2003, ISBN 3-406-49470-6.
- Stonehenge. Archäologie, Geschichte, Mythos. Beck, München 2005, ISBN 3-406-50877-4.
- Sternstunden der Religion. Von Augustinus bis Zarathustra. Beck, München 2008, ISBN 978-3-406-57367-5.
- Die Druiden. Beck, München 2009, ISBN 978-3-406-56266-2.
- William Robertson Smith. His Life, his Work and his Times. Mohr Siebeck Verlag, Tübingen 2009, ISBN 978-3-16-149995-1.
- Wörterbuch Schottisch-Gälisch/Deutsch und Deutsch/Schottisch-Gälisch. Buske, Hamburg 2011, ISBN 978-3-87548-557-8.
- Die Weisheit der Kelten. Sprichwörter aus Irland, Schottland, Wales und der Bretagne. Beck, München 2011, ISBN 978-3-406-61355-5.
- Semitic Studies in Victorian Britain. A portrait of William Wright and his world through his letters. Ergon, Würzburg 2011, ISBN 978-3-89913-855-9.
- Geschichte und Kultur der Kelten. Auch erschienen als Handbuch der Altertumswissenschaft: Geschichte und Kultur der Kelten: Band III,10.  Beck, München 2012. ISBN 978-3-406-64140-4 bzw. ISBN 978-3-406-64142-8.[1] (3. Auflage 2016).
- Cross-channel oriental studies in Victorian London. The life and letters of the reverend Robert Gwynne. Ergon, Würzburg 2012, ISBN 978-3-89913-920-4
- Gründerzeit der Orientalistik. Theodor Nöldekes Leben und Werk im Spiegel seiner Briefe. Ergon, Würzburg 2013, ISBN 978-3-89913-970-9
- Geschichte Schottlands, Beck, München 2015 (= C.H. Beck-Wissen, Band 2844), ISBN 978-3-406-67617-8.
- Die Kelten. Geschichte, Kultur und Sprache (= UTB, Bd. 4354). Francke, Tübingen 2015, ISBN 978-3-8252-4354-8 (2. überarb. u. aktualisierte Aufl. 2024, ISBN 978-3-8252-6350-8).
- Keltologe zwischen Kaiserreich und British Empire. Kuno Meyers Briefe an Korrespondenten in Deutschland und Österreich, 1874–1919, Ergon Verlag, Würzburg 2016, ISBN 3-95650-166-7.
- Victorian orientalism. Identity and cultural imperialism in the nineteenth century. I.B. Tauris, London 2016, ISBN 978-1-78076-814-4.
- Die Ordnung des Himmels. Eine Geschichte der Religionen von der Steinzeit bis heute. C.H. Beck, München 2018, ISBN 3-406-72012-9.
- Die Bekehrung der Welt. Eine Geschichte der christlichen Mission in der Neuzeit. C.H. Beck, München 2021, ISBN 978-3-406-77443-0.[2]
- Grammatikübungsbuch Walisisch. Buske, Hamburg 2021, ISBN 978-3-96769-060-6.
- Taschelhit. Grammatik – Übungen mit Schlüssel – Wörterbuch (= Study Books of African Languages, Bd. 26). Rüdiger Köppe Verlag, Köln 2022, ISBN 978-3-89645-589-5.
- Wörterbuch Walisisch-Deutsch/Deutsch-Walisisch. Buske, Hamburg 2022, ISBN 978-3-96769-192-4.
- Weltgeschichte der Religionen. Von der Steinzeit bis heute. C.H. Beck, München 2023, ISBN 978-3-406-79720-0.
- Elusive traveller. The life and writings of Andrew Wilson (1830–1881) (= Bibliotheca academica. Reihe Geschichte, Bd. 11). Ergon-Verlag, Baden-Baden 2023, ISBN 978-3-98740-084-1.
- Globalgeschichte der Frühen Hochkulturen. C.H. Beck, München 2024, ISBN 978-3-406-82265-0.